# Bronwood (Georgia)
Bronwood es un pueblo ubicado en el condado de Terrell en el estado estadounidense de Georgia. En el censo de 2000, su población era de 513.

## Demografía
En el 2000 la renta per cápita promedia del hogar era de $20,250, y el ingreso promedio para una familia era de $28,750. El ingreso per cápita para la localidad era de $12,140. Los hombres tenían un ingreso per cápita de $25,446 contra $16,719 para las mujeres.

## Geografía
Bronwood se encuentra ubicado en las coordenadas 31°49′51″N 84°21′50″O / 31.83083, -84.36389 (31.830959, -84.363942).
Según la Oficina del Censo, la localidad tiene un área total de 2 km² (0,8 mi²), de la cual 2 km² (0,8 mi²) es tierra y 0 km² (0 mi²) (0.0%) es agua.